# ناپارئولی
ناپارئولی (گرجی: ნაფარეული) یک روستا در شهرداری تلاوی در استان کاختی گرجستان است. ناپارئولی در ۲۵ کیلومتری شمال تلاوی و در بلندا و ارتفاع حدود ۴۲۰ متری واقع شده است. جمعیت این روستا در سال ۲۰۱۴ میلادی، ۲۰۰۳ نفر بود.